# Straklatte

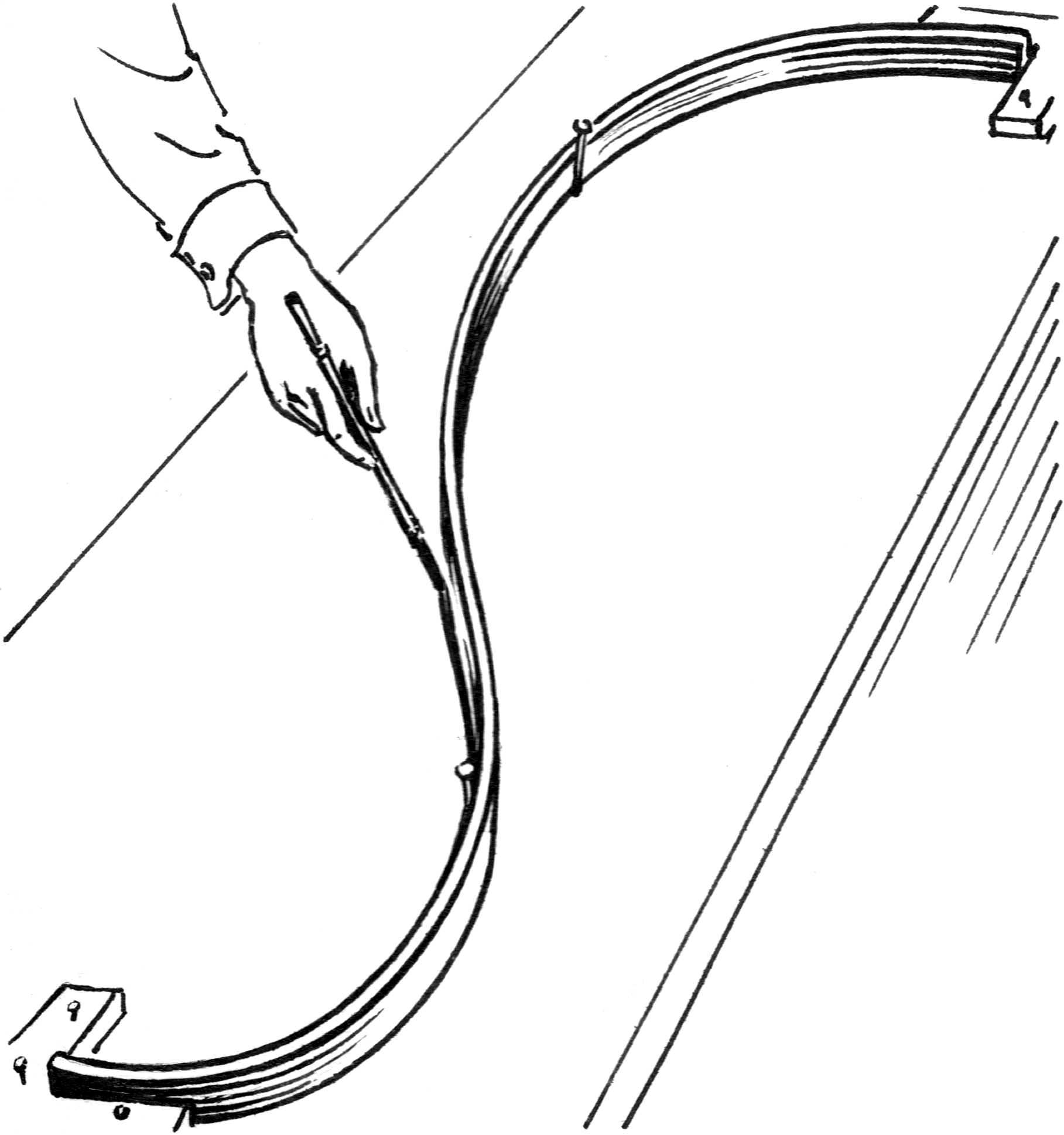
Straklatte

Eine Straklatte ist eine elastische Latte aus Holz oder Kunststoff. Sie wird vor allem im Schiffbau beim Entwurf, Aufschnüren und Bau verwendet. Die Längen reichen dementsprechend von einigen Dezimetern bei Latten für das Zeichenbrett bis über zehn Meter beim Aufschnüren und Bau. Mit ihrer Hilfe lassen sich harmonische Linien ohne plötzliche Änderungen des Krümmungsradius (also Beulen oder flache Stellen) zeichnen oder solche ungewollten Stellen beim Bau aufspüren. Bei Holzlatten ist daher die Verwendung astreinen Holzes mit gleichmäßigem Faserverlauf wichtig. Schäftungen sollten vermieden werden; wo das nicht möglich ist, müssen sie sehr lang ausgeführt werden.
Die Latten werden durch Strakgewichte (Molche) oder Nägel, die neben der Latte eingeschlagen werden, gehalten und geformt.
Heute sind spezielle Computerprogramme in der Lage, strakende Linien zu berechnen, so dass Straklatten bei der Konstruktion nicht mehr nötig sind. Weiter ist es möglich, den fertigen Linienriss auf verzugsfreier Folie auszuplotten; in diesem Fall entfällt auch die Arbeit auf dem Schnürboden. Beim Bau von Booten und Yachten allerdings ist die Straklatte nach wie vor ein wichtiges Werkzeug, um den Verlauf der Linien zu kontrollieren.
Der englische Name der Straklatte, „Spline“, ist zu einem Begriff der geometrischen Modellierung geworden.